# Niewiarygodne
Niewiarygodne – amerykański internetowy miniserial (dramat kryminalny) wyprodukowany przez Katie Couric Media, Escapist Fare, Timberman/Beverly Productions, Sage Lane Productions oraz CBS Television Studios, który był zainspirowany artykułem "An Unbelievable Story of Rape" napisanym przez T. Christiana Millera i Kena Armstronga. Wszystkie 8 odcinków zostało udostępnionych 13 września 2019 roku na platformie Netflix.
Fabuła opowiada o Marie Adler, która utrzymuje, że została zgwałcona. Nagle dziewczyna wycofuje zeznania, ale dwójka detektywów Grace Rasmussen i Karen Duvall stara się dowiedzieć, co wydarzyło się naprawdę.

## Obsada

### Główna
- Toni Collette jako detektyw Grace Rasmussen[2]
- Merritt Wever jako detektyw Karen Duvall[2]
- Kaitlyn Dever jako Marie Adler[2]

### Role drugoplanowe
- Eric Lange jako detektyw Parke[3]
- Bill Fagerbakke jako detektyw Pruitt
- Elizabeth Marvel jako Judith[4]
- Bridget Everett jako Colleen Doggett
- Danielle Macdonald jako Amber[5]
- Dale Dickey jako RoseMarie[6]
- Liza Lapira jako Mia[4]
- Omar Maskatijako Elias[6]
- Austin Hébert jako Max Duvall[6]
- Kai Lennox jako Steve Rasmussen[6]
- Blake Ellis jako Chris McCarthy
- Aaron Staton jako Curtis McCarthy
- Patricia Fa'asua jako Becca
- Charlie McDermott jako Ty
- Brent Sexton jako Al+
- Annaleigh Ashford jako Lily
- Scott Lawrence jako Billy Taggart
- Shane Paul McGhie jako Connor

## Odcinki
| # | Tytuł     | Reżyseria       | Scenariusz                                     | Premiera w Netflix | Premiera w Netflix Polska |
| - | --------- | --------------- | ---------------------------------------------- | ------------------ | ------------------------- |
| 1 | Episode 1 | Lisa Cholodenko | Susannah Grant, Michael Chabon, Ayelet Waldman | 13 września 2019   | 13 września 2019          |
| 2 | Episode 2 | Lisa Cholodenko | Susannah Grant                                 | 13 września 2019   | 13 września 2019          |
| 3 | Episode 3 | Lisa Cholodenko | Susannah Grant                                 | 13 września 2019   | 13 września 2019          |
| 4 | Episode 4 | Michael Dinner  | Michael Chabon, Ayalet Waldman                 | 13 września 2019   | 13 września 2019          |
| 5 | Episode 5 | Michael Dinner  | Jennifer Schuur                                | 13 września 2019   | 13 września 2019          |
| 6 | Episode 6 | Michael Dinner  | Becky Mode                                     | 13 września 2019   | 13 września 2019          |
| 7 | Episode 7 | Susannah Grant  | Susannah Grant, Becky Mode                     | 13 września 2019   | 13 września 2019          |
| 8 | Episode 8 | Susannah Grant  | Susannah Grant                                 | 13 września 2019   | 13 września 2019          |

## Produkcja
22 stycznia 2018 roku platforma Netflix ogłosiła zamówienie miniserialu od Susannah Grant i Katie Couric. Pod koniec czerwca 2018 poinformowano, że Toni Collette, Merritt Wever i Kaitlyn Dever otrzymały główne role w serialu. W kolejnym miesiącu Danielle Macdonald dołączyła do dramatu. W sierpniu 2018 ogłoszono, że Kai Lennox, Dale Dickey, Austin Hébert, Omar Maskati, Liza Lapira, Elizabeth Marvel oraz Eric Lange dołączyli do obsady limitowanego serialu.

## Nagrody

### Critics’ Choice Television
- 2020
  - Critics’ Choice Television – najlepsza aktorka drugoplanowa w filmie telewizyjnym lub serialu limitowanym  Toni Collette[16]